# Kiviks marknad

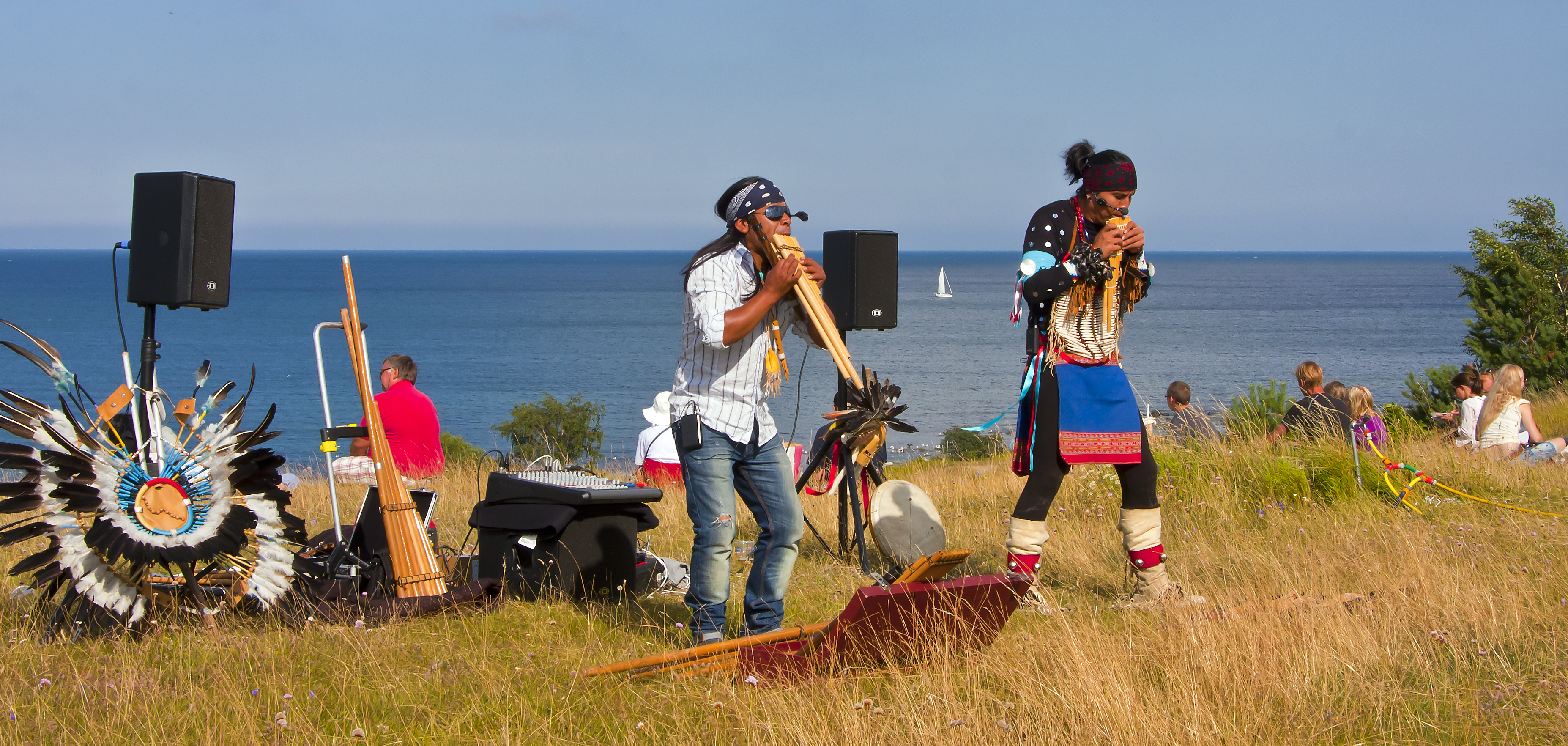
Musikunderhållning strax bakom försäljningsstånden.

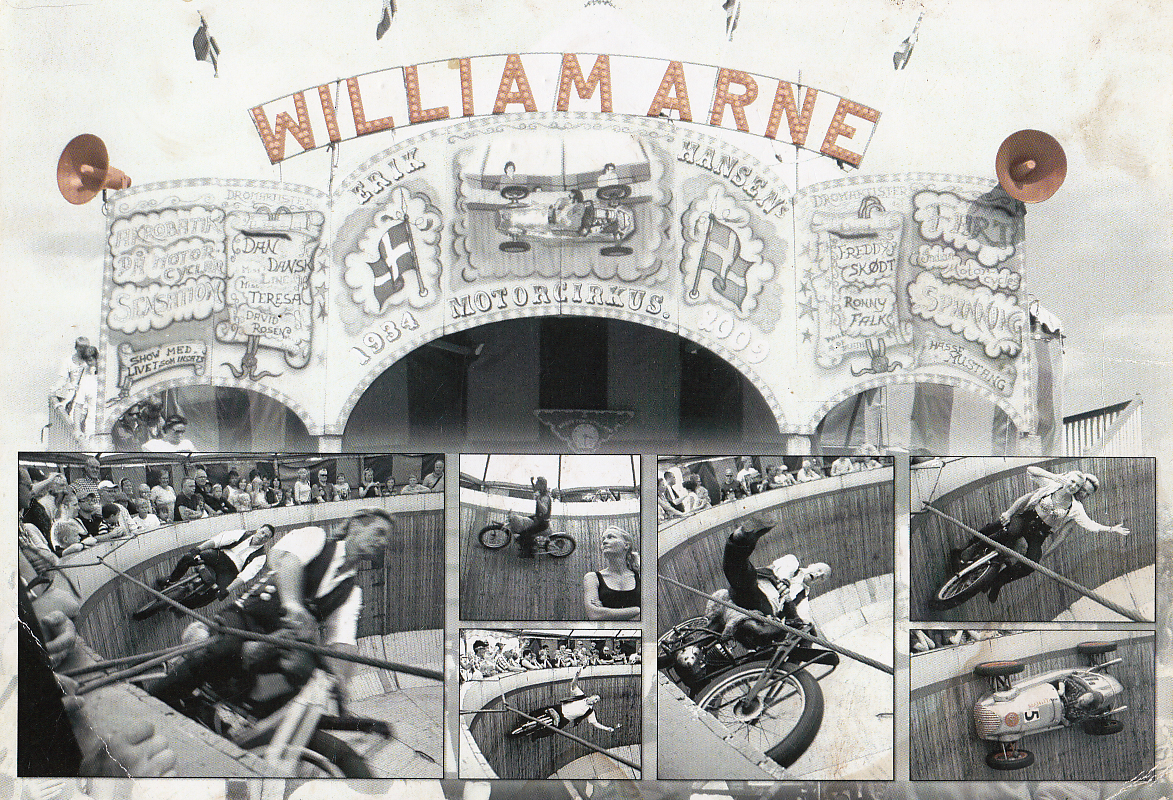
William Arnes motorcirkus är fortfarande en av attraktionerna på Kiviks marknad.

Kiviks marknad är Sveriges näst största marknad. Den har varje år ett tusental knallar och brukar räkna med cirka 100 000 besökare. Sveriges största marknad är Skänninge marken med 120.000 besökare.

## Historia
Marknaden i Kivik är mycket gammal. Den lär ha uppstått när Hansan etablerade sig i Kivik för att köpa upp sill, salta och sedan sälja vidare ut i Europa. Ursprungligen hölls marknaden inne i samhället, men efter hand som marknaden växte blev till slut området för litet. Man flyttade därför marknaden till Vitemölla och senare till den nuvarande platsen mellan dessa orter. 
1866 ändrade man datumet för marknaden från augusti månad till juli. Marknaden har sedan dess hållits årligen med undantag för åren under andra världskriget.
Varietéföreställningar av olika slag var under större delen av 1900-talet en viktig del av marknaden. En "Kiviks marknad" har, kanske mest på grund av Kiviks rikskända varietéunderhållning, blivit ett begrepp närmast liktydigt med "publikfriande spektakel".
Marknaden hålls i slutet av juli. Mer än 1 000 knallar och 100 000 besökare brukar komma till marknaden. 2010 hölls marknaden 19 till 21 juli,  2011 ägde den rum 18 juli till 20 juli 2012 16 till 18 juli och 2013 15 till 17 juli. 
År 2020 ställdes marknaden in på grund av Coronavirusutbrottet.
Piratenpriset brukar delas ut av Piratensällskapet i samband med marknaden.